# Scherneck (Rehling)
Scherneck ist ein Gemeindeteil von Rehling im schwäbischen Landkreis Aichach-Friedberg in Bayern. Der Weiler liegt circa 500 Meter südlich von Rehling.

## Baudenkmäler
Siehe auch: Liste der Baudenkmäler in Scherneck
- Schloss Scherneck